# Josep Olivet Legares
Josep Olivet i Legares (Olot, Província de Girona, 1887 – Barcelona, 1956) fou un pintor olotí i destacat paisatgista. Es va formar a l'Escola d'Art d'Olot i a l'Acadèmia Galí de Barcelona (1911-12). Estudià després a Roma en el Regio Instituto de Belle Arti. Després visità França, Anglaterra i Itàlia i en aquest últim país, estudià i pintà. Després del viatge pel món de l'art retornà a Barcelona i marxà a Madrid amb José María López Mezquita. Concorregué a l'Exposició Nacional de Madrid (1915) i exposà individualment al Faianç Català el 1916.

## Obra
- Roselles, 1947
- Ramat (Andorra), 1936
- Autoretrat, 1944
- Irene, 1917
- La seva filla, 1933
- Ramat al bosc de Reixach, 1938
- Ribes del fluvià, 1955
- La seva filla, 1927
- L'avi d'Olot, 1934
- Fajol, 1954
- La seva filla, 1937
- Pastor amb el ramat, 1945
- Grisos, 1954
- Panoràmica d'Olot, 1954
- La casseta, 1939
- Aplec de Sant Simplici, 1940
- Dia de pluja, 1954
- La gitanada, 1955
- Pastoral. Bosc de la Vila, 1955
- Camí de la Font Moixina, 1949
- Paratges de la Font Moixina, 1930
- Raig de sol, 1953
- Ramat (Olot), 1942
- Tamariu, 1946
- Les barques (Port de la Selva), 1947
- Pomeres florides, 1951
- Carregant garbes, 1956
- Carregant garbes, 1947
- La casa de la Deu, 1942
- Berenada, 1940
- Santa Coloma (Andorra), 1936
- Reixach, Obra póstuma, 1956
- Salzes de la Deu, 1953
- Primavera, 1948
- Fruiters florits, 1947
- Aplec, 1950
- Flor dels miralls, 1949
- Reflexos, 1953
- El Fluvià (Olot), 1948
- Simfonia de grisos, 1955
- Aigua tranquil·la, 1955
- Prat de la salut, 1946
- Aplec de Sant Miquel, 1953